# Espostoa superba
Espostoa superba ist eine Pflanzenart in der Gattung Espostoa aus der Familie der Kakteengewächse (Cactaceae). Das Artepitheton superba stammt aus dem Lateinischen und bedeutet ‚vorzüglich‘.

## Beschreibung
Espostoa superba wächst baumförmig mit deutlich oberhalb des Bodens verzweigenden Trieben und erreicht Wuchshöhen von 4 bis 8 Metern. Es wird ein deutlicher Stamm ausgebildet. Die zylindrischen, grünen Triebe weisen Durchmesser von 7 bis 11 Zentimeter auf. Es sind bis zu 30 oder mehr sehr niedrige, stumpfe Rippen vorhanden. Die darauf befindlichen gelblichen Areolen sind mit vielen weißen Haaren besetzt. Die zwei Mitteldornen sind 8 bis 10 Millimeter lang und kaum kräftiger als die Randdornen. Die etwa 30 hellgelben Randdornen besitzen eine rötliche Spitze und weisen eine Länge von 7 bis 10 Millimeter auf. Das bis zu 4 Meter lange Cephalium ist rötlich.
Die weißlichen Blüten sind 3,5 bis 4,5 Zentimeter lang. Die Früchte sind grünlich weiß.

## Verbreitung, Systematik und Gefährdung
Espostoa superba ist in Peru in der Region Cajamarca in der Provinz Jaén im Tal des Río Marañón in Höhenlagen von 560 bis 800 Metern verbreitet.
Die Erstbeschreibung erfolgte 1960 durch Friedrich Ritter.
In der Roten Liste gefährdeter Arten der IUCN wird die Art als „Data Deficient (DD)“, d. h. mit keinen ausreichenden Daten geführt.

## Nachweise